# Montgiscard
Montgiscard è un comune francese di 2 586 abitanti situato nel dipartimento dell'Alta Garonna nella regione dell'Occitania.

## Storia
Nel Medioevo, il territorio di Montgiscard si trovava sotto l'autorità del signore di Belbèze. Egli vi teneva un dominio e un castello nella località detta Endardé.

Nel 1211, il signore di Montgiscard aderì al partito di Simoen di Montfort. Per rappresaglia, il conte di Tolosa rase al suolo il villaggio, come anche l'oratorio di Roqueville e s'impadronì della signoria e del castello di Belbèze.
Sito su una terrazza che dominava la valle dell'Hers, la città di Montgiscard, fu il centro d'un baliato prima e poi d'una castellania.

Nel 1355, questa fu presa e incendiata dalle truppe del Principe Nero, ma prese a ristabilirsi l'anno successivo.
Nel 1517, G. de Borderia portò il titolo di signore di Montgiscard.

Nel XVIII secolo, questo luogo fu annesso alla signoria di Ayguesvives in cambio a un discendente del sovrintendente Fouquet. Nell'epoca moderna, Montgiscard era una delle città principali della diocesi civile di Tolosa.

Alla fine del XVII secolo gli archivi della diocesi, fino a quel momento "ambulanti", furono depositati presso la sacrestia della chiesa di Montgiscard, ove rimasero fino al loro trasferimento a Tolosa, nell'edificio dell'arcivescovado, nel 1772.
Montgiscard è stata la sede di una delle sette giurisdizioni subalterne del siniscalcato di Castelnaudary. Nell'agosto 1799, i realisti se ne appropriarono nel loro tentativo di prendere Tolosa.
Nel 1800 divenne capoluogo del cantone. I fossati della città furono colmati nel 1820.
Nel XIX secolo, si tenevano a Montgiscard, sulla place du Foirail, importanti fiere di bestiame. 

## Società

### Evoluzione demografica
Abitanti censiti